# Leucophanes blumii
Leucophanes blumii là một loài rêu trong họ Calymperaceae. Loài này được Nees ex Hampe Müll. Hal. mô tả khoa học đầu tiên năm 1851.